# Родович, Владислав
Владислав Родович, пол. Władysław Rodowicz (27 марта 1916, Киев, Российская империя — 3 октября 2013, Варшава, Польша) — польский публицист, автор специализированной литературы, преподаватель, общественный деятель. Во время Второй мировой войны — подпольщик, офицер Армии Крайовой, узник концлагерей Майданек и Аушвиц.

## Биография
Младший сын Станислава Радовича. В 1938 году окончил Варшавскую школу экономики.
В 1938—1939 годах — воспитанник кадетского училища резерва связи в Зегже. Во время Сентябрьской кампании командовал оперативной группой, участвовал в обороне Модлина. После капитуляции Польши стал подпольным активистом «Союза вооружённой борьбы», позднее — военнослужащим Армии Крайовой.
Вместе со своим братом Станиславом организовал подпольную радиостанцию, получившую название «Подводная лодка» (пол. Łódź podwodna), с помощью которой Армия Крайова поддерживала радиосвязь с польскими воинскими соединениями, воюющими за границей.
В ночь со 2 на 3 ноября 1941 года был арестован немцами, заключён в тюрьму Павяк, затем депортирован в концентрационный лагерь Майданек, откуда в апреле 1944 года был переведён в Аушвиц-Биркенау. Из последнего сбежал в январе 1945 года, во время «марша смерти», за несколько дней до освобождения лагеря.
В послевоенный период занимал должности директора и преподавателя Научного общества организации и управления. Он организовал, среди прочего, обучение катехизаторов и пастырских активистов. Активист Клуба католической интеллигенции в Варшаве, его почётный член, председатель Ревизионной комиссии клуба. Также входил в состав жюри премии «Понтифик». После введения военного положения стал соучредителем и членом руководства Предстоятельского комитета помощи лицам, лишённым свободы, и их семьям, действовавшим при костёле Св. Мартина в Варшаве. Активист Общества попечения о слепых в Лясках.
В 2006 году награждён Командорским крестом ордена Возрождения Польши.
Скончался в 2013 году в возрасте 97 лет. Похоронен на воинском кладбище Повонзки в Варшаве (участок А19-8-16).

## Избранная библиография
- Что должен знать рационализатор (пол. O czym racjonalizator wiedzieć powinien, 1956, совместно с Казимежем Добраковским)[6];
- Безведомственная организационная структура на предприятиях лёгкой промышленности (пол. Bezwydziałowa struktura organizacyjna w przedsiębiorstwach przemysłu lekkiego, 1964)[7];
- Организация работы самоуправления (пол. Organizacja pracy własnej kierownika, 1973)[8];
- Управление собственным временем директора компании: практические проблемы (пол. Gospodarka czasem własnym dyrektora przedsiębiorstwa: problemy praktyczne, 1973)[9];
- Организация собственной работы (пол. Organizacja pracy własnej, 1975)[10];
- Организация работы медсестры (пол. Organizacja pracy pielęgniarskiej, 1981, совместно с Фридериком Золлом и Терезой Чентник)[11];
- Воспоминания (пол. Wspomnienia, в пяти томах, 1986—1992)[12][13][14][15][16];
- Подготовка и проведение лекции: пособие для лектора (пол. Przygotowywanie i wygłaszanie prelekcji: poradnik wykładowcy, 1987)[17];
- Эффективная секретарша (пол. Sprawna sekretarka, 1988, совместно с Фридериком Золлом)[18];
- Комитет по Пивне: факты, документы, воспоминания (пол. Komitet na Piwnej: fakty, dokumenty, wspomnienia, 1994)[19];
- Семейный триптих: история рода Родович / Владислав Родович, Станислав Родович, Софья Иваницкая, урождённая Родович (пол. Tryptyk rodzinny : dzieje rodziny Rodowiczów / Władysław Rodowicz, Stanisława Rodowiczowa, Zofia z Rodowiczów Iwanicka, 1999)[20];
- Неисправимый оптимист (пол. Niepoprawny optymista, 2005)[21].